# Korea Open 2016
Korea Open 2016 byl tenisový turnaj pořádaný jako součást ženského okruhu WTA Tour, který se hrál na otevřených dvorcích s tvrdým povrchem tenisového centra v soulském olympijském parku. Probíhal mezi 17. až 25. zářím 2016 v jihokorejské metropoli Soulu jako třináctý ročník turnaje.
Turnaj s rozpočtem 250 000 dolarů, sníženým o poloviční částku proti roku 2015, patřil do kategorie WTA International Tournaments. Nejvýše nasazenou hráčkou ve dvouhře se opět stala světová třiadvacátka a obhájkyně trofeje Irina-Camelia Beguová z Rumunska, která dohrála ve druhém kole. Jako poslední přímá účastnice do dvouhry nastoupila 133. hráčka žebříčku Sara Sorribesová Tormová ze Španělska.
Druhý singlový titul kariéry získala 24letá Španělka Lara Arruabarrenová a v následném vydání žebříčku WTA se posunula na kariérní maximum, když 26. září 2016 figurovala na 61. místě. První společnou trofej ze čtyřhry vyhrál belgicko-švédský pár Kirsten Flipkensová a Johanna Larssonová.

## Distribuce bodů a finančních odměn

### Distribuce bodů
| Soutěž  | vítězky | finalistky | semifinalistky | čtvrtfinalistky | 16 v kole | 32 v kole | Q  | Q3 | Q2 | Q1 |
| ------- | ------- | ---------- | -------------- | --------------- | --------- | --------- | -- | -- | -- | -- |
| dvouhra | 280     | 180        | 110            | 60              | 30        | 1         | 18 | 14 | 10 | 1  |
| čtyřhra | 280     | 180        | 110            | 60              | 1         | —         | —  | —  | —  | —  |

### Finanční odměny
| Soutěž                                | vítězky | finalistky | semifinalistky | čtvrtfinalistky | 16 v kole | 32 v kole | Q      | Q2   | Q1   |
| ------------------------------------- | ------- | ---------- | -------------- | --------------- | --------- | --------- | ------ | ---- | ---- |
| dvouhra                               | $43 000 | $21 400    | $11 300        | $5 900          | $3 310    | $1 925    | $1 005 | $730 | $530 |
| čtyřhra                               | $12 300 | $6 400     | $3 435         | $1 820          | $960      | —         | —      | —    | —    |
| částky ve čtyřhře jsou uváděny na pár |         |            |                |                 |           |           |        |      |      |

## Ženská dvouhra

### Nasazení
| Stát                         | Hráčka                 | WTA | Nasazení |
| ---------------------------- | ---------------------- | --- | -------- |
| Rumunsko                     | Irina-Camelia Beguová  | 23. | 1.       |
| Kazachstán                   | Jaroslava Švedovová    | 43. | 2.       |
| Čína                         | Čang Šuaj              | 49. | 3.       |
| Francie                      | Kristina Mladenovicová | 51. | 4.       |
| Rumunsko                     | Monica Niculescuová    | 55. | 5.       |
| Belgie                       | Kirsten Flipkensová    | 58. | 6.       |
| USA                          | Nicole Gibbsová        | 72. | 7.       |
| USA                          | Louisa Chiricová       | 75. | 8.       |
| Žebříček WTA k 12. září 2016 |                        |     |          |

### Jiné formy účasti
Následující hráčky obdržely divokou kartu do hlavní soutěže:
- Han Na-lae
- Jang Su-jeong
- Lee So-ra

Následující hráčka obdržella do hlavní soutěže zvláštní výjimku:
- Tereza Martincová

Následující hráčky si zajistily postup do hlavní soutěže v kvalifikaci:
- Eri Hozumiová
- Luksika Kumkhumová
- Katarzyna Piterová
- Arantxa Rusová

## Ženská čtyřhra

### Nasazení
| Stát                                                                     | Hráčka              | Stát    | Hráčka              | WTA  | Nasazení |
| ------------------------------------------------------------------------ | ------------------- | ------- | ------------------- | ---- | -------- |
| Japonsko                                                                 | Eri Hozumiová       | Gruzie  | Oxana Kalašnikovová | 96.  | 1.       |
| Belgie                                                                   | Kirsten Flipkensová | Švédsko | Johanna Larssonová  | 159. | 2.       |
| Nizozemsko                                                               | Demi Schuursová     | Česko   | Renata Voráčová     | 167. | 3.       |
| Česko                                                                    | Lenka Kunčíková     | Česko   | Karolína Stuchlá    | 194. | 4.       |
| Žebříček WTA k 12. září 2016; číslo je součtem umístění obou členek páru |                     |         |                     |      |          |

### Jiné formy účasti
Následující páry obdržely divokou kartu do hlavní soutěže:
- Han Sung-hee /  Kim Da-bin
- Hong Seung-yeon /  Kang Seo-kyung

## Přehled finále

### Ženská dvouhra
- Lara Arruabarrenová vs.  Monica Niculescuová, 6–0, 2–6, 6–0

### Ženská čtyřhra
- Kirsten Flipkensová /  Johanna Larssonová vs.  Akiko Omaeová /  Peangtarn Plipuečová, 6–2, 6–3